# 111-та піхотна дивізія (Третій Рейх)
111-та піхотна дивізія (Третій Рейх) (нім. 111. Infanterie-Division) — піхотна дивізія Вермахту за часів Другої світової війни.

## Історія
111-та піхотна дивізія була сформована 6 листопада 1940 в XI-му військовому окрузі (нім. Wehrkreis XI) під час 12-ї хвилі мобілізації Вермахту.

## Райони бойових дій
- Німеччина (листопад 1940 — квітень 1941);
- Генеральна губернія (квітень — червень 1941);
- СРСР (південний напрямок) (червень 1941 — серпень 1942);
- СРСР (Північний Кавказ) (серпень 1942 — січень 1943);
- СРСР (південний напрямок) (січень 1943 — березень 1944);
- СРСР (Крим) (березень — травень 1944).

## Командування

### Командири
- генерал від інфантерії Отто Штапф (нім. Otto Stapf) (6 листопада 1940 — 1 січня 1942);
- оберст, з 1 березня 1942 генерал-майор, з 1 червня 1943 генерал-лейтенант Герман Рекнагель (нім. Hermann Recknagel) (1 січня 1942 — 15 серпня 1943);
- оберст Вернер фон Бюлов (нім. Werner von Bülow) (15 — 30 серпня 1943, ТВО);
- генерал-лейтенант Герман Рекнагель (нім. Hermann Recknagel) (30 серпня — 1 листопада 1943);
- генерал-майор Еріх Грюнер (нім. Erich Gruner) (1 листопада 1943 — 12 травня 1944, загинув у бою).

## Нагороджені дивізії
Нагороджені дивізії
|  | Кавалери Золотого Німецького Хреста                                                                        | 60                                                        |
|  | Кавалери Лицарського хреста Залізного хреста з Дубовим листям                                              | 1 (№ 319 генерал-лейтенант Герман Рекнагель — 06.11.1943) |
|  | Кавалери Лицарського хреста Залізного хреста                                                               | 12                                                        |
|  | Кавалери Почесної відзнаки Сухопутних військ «Почесна застібка на орденську стрічку для Сухопутних військ» | 2                                                         |

- Нагороджені Сертифікатом Пошани Головнокомандувача Сухопутних військ (4)